# Diocesi cattolica per i veterocattolici in Germania
La diocesi cattolica per i veterocattolici in Germania (in tedesco Katholisches Bistum der Alt-Katholiken in Deutschland) è il membro tedesco dell'Unione di Utrecht. Ha la sede episcopale, attualmente occupata da Matthias Ring, succeduto al dimissionario Joachim Vobbe, a Bonn, dove si trova anche la facoltà teologica ed è prevista la costruzione del Seminario. I suoi membri (circa 25.000) sono concentrati soprattutto nei dintorni di Colonia, Bonn, nella regione della Ruhr e nel Baden meridionale.
La parrocchia più antica è quella di Nordstrand, fondata nel 1654 da cattolici olandesi provenienti dall'Arcidiocesi di Utrecht.
Queste comunità di confine coincidono col territorio della diocesi di Costanza della Chiesa cattolica, soppressa verso l'inizio del XIX secolo. Anche sui territori di Baviera e Assia meridionale sono uniformemente diffuse parrocchie vetero-cattoliche.
Alla Chiesa è permesso di imporre la tassa ecclesiastica tedesca sui propri membri.

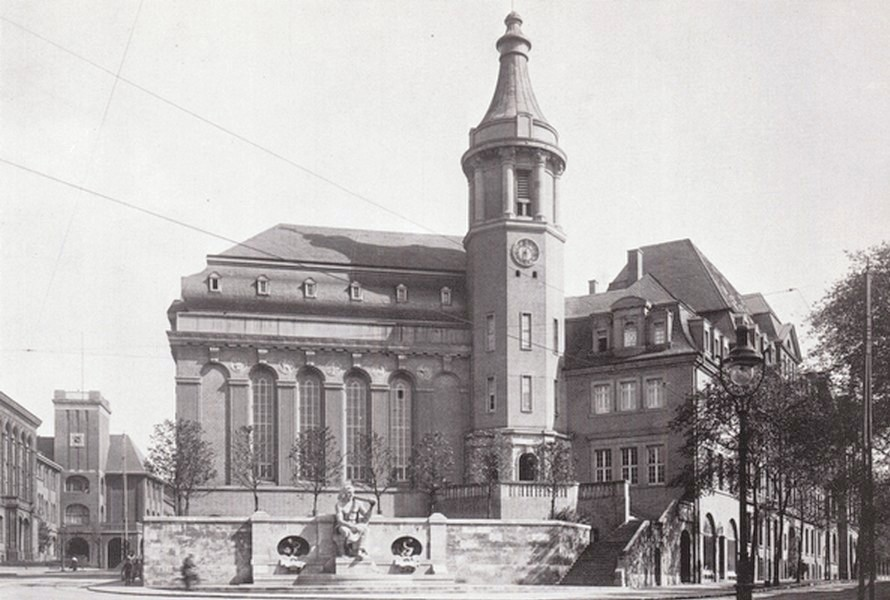
Chiesa della Pace, Essen
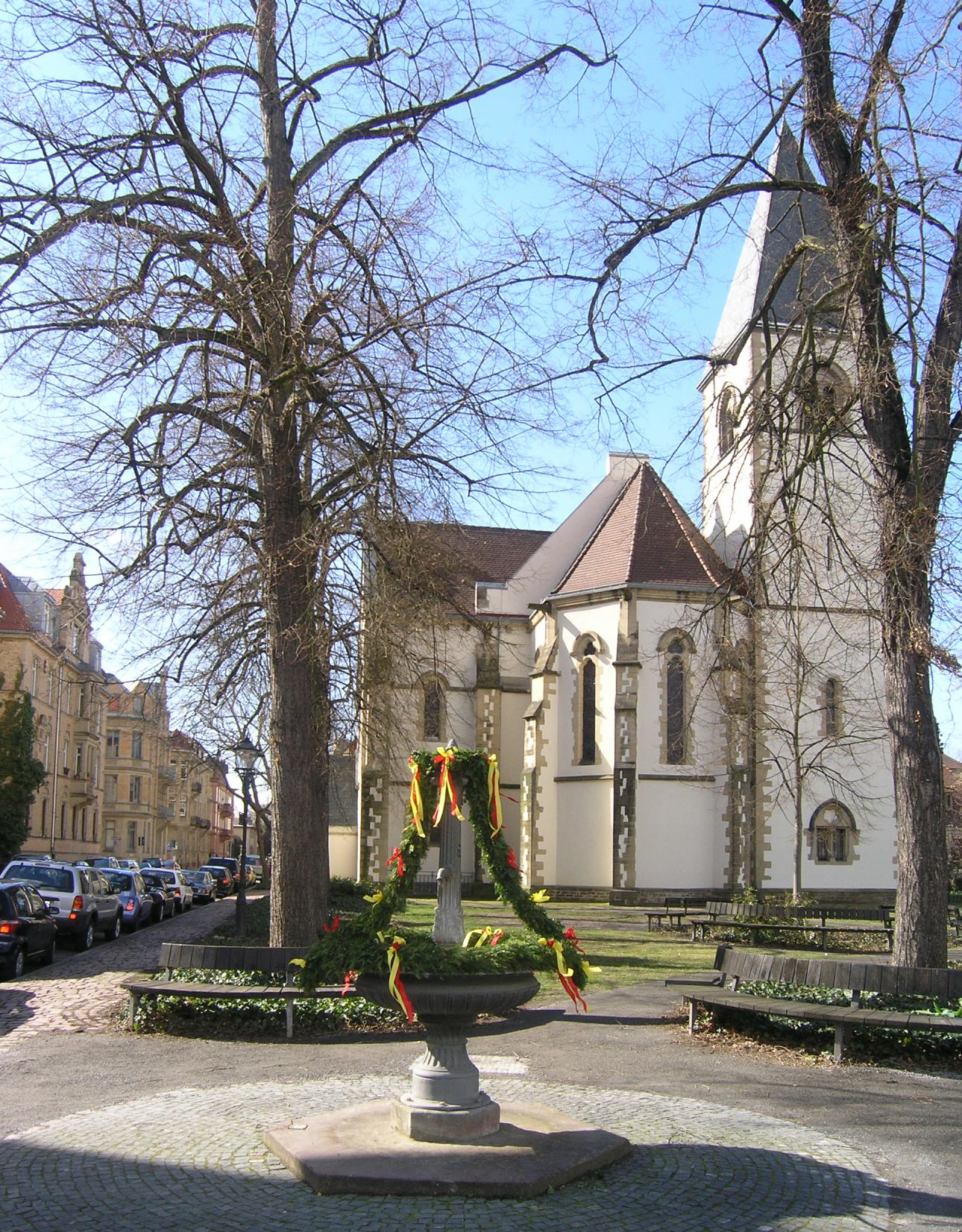
Chiesa della Risurrezione di Cristo, Karlsruhe
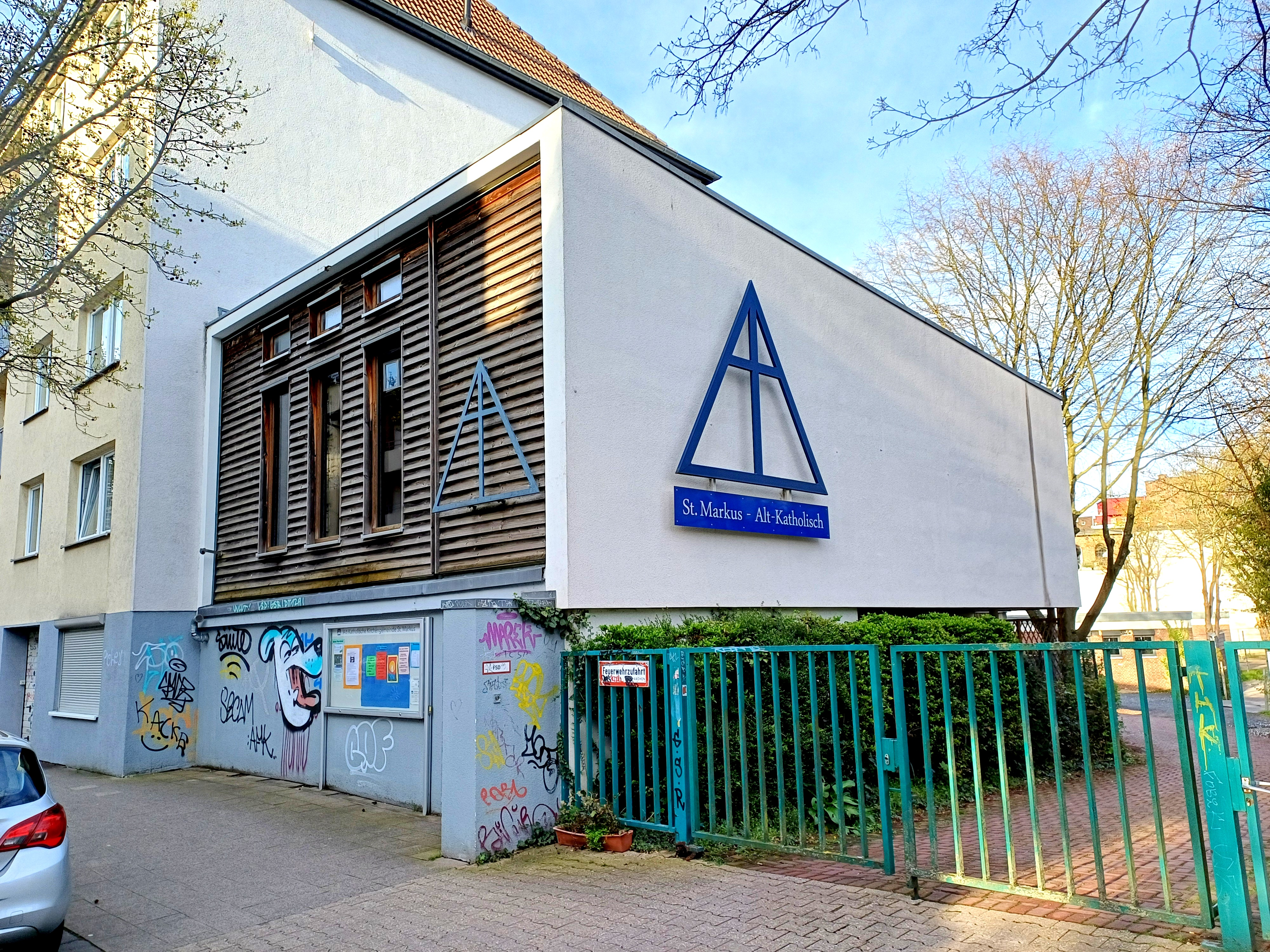
Chiesa di San Marco, Aquisgrana

## Elenco dei vescovi
| Vescovo                | dal  | al   | Note                            |
| ---------------------- | ---- | ---- | ------------------------------- |
| Joseph Hubert Reinkens | 1873 | 1896 |                                 |
| Theodor Weber          | 1896 | 1906 | Vescovo coadiutore fino al 1895 |
| Josef Demmel           | 1906 | 1913 |                                 |
| Georg Moog             | 1913 | 1934 | Primo vescovo sposato           |
| Erwin Kreuzer          | 1935 | 1953 |                                 |
| Johann Josef Demmel    | 1953 | 1966 |                                 |
| Josef Brinkhues        | 1966 | 1986 |                                 |
| Sigisbert Kraft        | 1986 | 1995 | Morto il 6 gennaio 2006         |
| Joachim Vobbe          | 1995 | 2009 |                                 |
| Matthias Ring          | 2010 |      |                                 |

| Vescovi ausiliari e coadiutori | dal  | al   | Note                       |
| ------------------------------ | ---- | ---- | -------------------------- |
| Theodor Weber                  | 1895 |      | Diventa ordinario nel 1896 |
| Georg Moog                     | 1907 |      | Diventa ordinario nel 1913 |
| Otto Steinwachs                | 1946 |      |                            |
| Johann Josef Demmel            | 1951 | 1953 | Diventa ordinario nel 1953 |